# Ça gère
Ça gère è un singolo del cantante francese di musica dance Helmut Fritz, pubblicato nel 2010 dall'etichetta discografica Columbia.
Scritto da Laurent Konrad e Helmut Fritz, il brano è stato estratto dall'album di debutto di Fritz, En Observation, in seguito al successo dei primi due singoli Ça m'énerve e Miss France. Ha ottenuto minor successo rispetto a questi singoli ed è stato pubblicato solo in formato digitale.

## Tracce
1. Ça gère – 3:16

## Classifiche
| Classifica (2010) | Posizione raggiunta |
| ----------------- | ------------------- |
| Francia           | 14                  |